# Guttiferales
Guttiferales is een botanische naam, voor een orde van de tweezaadlobbige planten: de naam is gevormd uit de familienaam Guttiferae. Een orde onder deze naam wordt zelden erkend door systemen voor plantentaxonomie, maar indertijd wel door het systeem van Bentham & Hooker, alwaar de orde deel uitmaakte van de Thalamiflorae. De orde bestond daar uit:
- Orde Guttiferales
  - familie Chlenaceae
  - familie Dipterocarpeae [= Dipterocarpaceae]
  - familie Elatineae [= Elatinaceae]
  - familie Guttiferae
  - familie Hypericineae [= Hypericaceae]
  - familie Ternstroemiaceae

Ook het Wettstein-systeem (1935) kende een orde onder deze naam, die als volgt was samengesteld:
- orde Guttiferales
  - familie Actinidiaceae
  - familie Caryocaraceae
  - familie Dilleniaceae
  - familie Dipterocarpaceae
  - familie Eucryphiaceae
  - familie Guttiferae
  - familie Marcgraviaceae
  - familie Ochnaceae
  - familie Quiinaceae
  - familie Strasburgeriaceae
  - familie Theaceae